# العلاقات البنينية الليبيرية
العلاقات البنينية الليبيرية هي العلاقات الثنائية التي تجمع بين بنين وليبيريا.

## مقارنة بين البلدين
هذه مقارنة عامة ومرجعية للدولتين:
| وجه المقارنة                                              | بنين            | ليبيريا      |
| --------------------------------------------------------- | --------------- | ------------ |
| المساحة (كم2)                                             | 114.76 ألف      | 111.37 ألف   |
| عدد السكان (نسمة)                                         | 11.18 مليون     | 4.73 مليون   |
| الكثافة السكانية (ن./كم²)                                 | 97.42           | 42.47        |
| العاصمة                                                   | بورتو نوفو      | مونروفيا     |
| اللغة الرسمية                                             | لغة فرنسية      | لغة إنجليزية |
| العملة                                                    | فرنك غرب أفريقي | دولار ليبيري |
| الناتج المحلي الإجمالي (بليون دولار)                      | 9.27 مليار      | 2.16 مليار   |
| الناتج المحلي الإجمالي (تعادل القوة الشرائية) بليون دولار | 22.38 مليار     | 3.76 مليار   |
| الناتج المحلي الإجمالي الاسمي للفرد دولار أمريكي          | 762             | 455          |
| الناتج المحلي الإجمالي للفرد دولار أمريكي                 | 2.03 ألف        | 842          |
| مؤشر التنمية البشرية                                      | 0.480           | 0.430        |
| رمز المكالمات الدولي                                      | +229            | +231         |
| رمز الإنترنت                                              | .bj             | .lr          |
| المنطقة الزمنية                                           | ت ع م+01:00     | 00           |

## منظمات دولية مشتركة
يشترك البلدان في عضوية مجموعة من المنظمات الدولية، منها:
| علم المنظمة | اسم المنظمة                                 | تاريخ انضمام بنين | تاريخ انضمام ليبيريا |
| ----------- | ------------------------------------------- | ----------------- | -------------------- |
|             | مؤسسة التنمية الدولية                       | 16 سبتمبر 1963    | 28 مارس 1962         |
|             | البنك الإفريقي للتنمية                      | ?                 | ?                    |
|             | مؤسسة التمويل الدولية                       | 5 فبراير 1987     | 28 مارس 1962         |
|             | منظمة حظر الأسلحة الكيميائية                | ?                 | ?                    |
|             | الأمم المتحدة                               | 20 سبتمبر 1960    | 2 نوفمبر 1945        |
|             | الاتحاد الدولي للاتصالات                    | 1961              | 10 أكتوبر 1927       |
|             | منظمة الشرطة الجنائية الدولية               | ?                 | ?                    |
|             | البنك الدولي للإنشاء والتعمير               | 10 يوليو 1963     | 28 مارس 1962         |
|             | الاتحاد البريدي العالمي                     | ?                 | ?                    |
|             | المركز الدولي لتسوية المنازعات الاستشارية   | 14 أكتوبر 1966    | 16 يوليو 1970        |
|             | وكالة ضمان الاستثمار متعدد الأطراف          | 26 سبتمبر 1994    | 12 أبريل 2007        |
|             | مجموعة دول أفريقيا والكاريبي والمحيط الهادئ | ?                 | ?                    |
|             | الاتحاد الأفريقي                            | ?                 | ?                    |
|             | يونسكو                                      | 18 أكتوبر 1960    | 6 مارس 1947          |

## وصلات خارجية
- موقع وزارة الخارجية الليبيرية